# Off the Wall (album)
Az Off the Wall Michael Jackson amerikai pop- és R&B-énekes, zeneszerző 1979-ben megjelent, áttörő szólólemeze. Szerepel az 1001 lemez, amit hallanod kell, mielőtt meghalsz című könyvben. Az album 1979. augusztus 10-én jelent meg az Egyesült Államokban az Epic Records kiadónál, nemzetközi szinten pedig a CBS Records jelentette meg. Az album producere Quincy Jones volt, akivel együtt hozták létre az albumot, és a munkálatok közben összebarátkoztak. Jones beleegyezett, hogy a következő stúdióalbumon is együtt fognak dolgozni.
A felvételek 1978 decembere és 1979 júniusa között folytak az Allen Zentz, Westlake Stúdió és Cherokee Stúdióban Los Angelesben. Jackson számos szövegíróval, és előadóval működött együtt, többek között Paul McCartney, Stevie Wonder, vagy Rod Temperton. Az albumról öt kislemez jelent meg, és három dalból készült videóklip. Jackson maga írta a dalokat, melyből a Don’t Stop ‘til You Get Enough című dal Grammy-díjas lett.
Jackson korábbi felvételei a Motown Recordsnál sok lírai, soul felvételt tartalmaz, amely az escapizmussal, felszabadítással, magányossággal, hedonizmussal, romantikával foglalkozik. Számos kritikus megfigyelte, hogy az Off the Wall albumot funk, disco, soft rock, broadway hangzás, és pop balladák alkotják. Jackson pozitív visszajelzéseket kapott a felvételeken hallható vokális teljesítményéről. Ezáltal megnyerte az első Grammy-díjat.
Az Off the Wall esetében Jackson lett az első szóló előadó, akinek egyszerre négy dala volt ugyanazon albumon Top 10-es a Billboard Hot 100-as listán. Az album hatalmas siker volt. 2018-ban az Egyesült Államokban nyolcszoros platina minősítést kapott, és világszerte több mint 20 millió példányban értékesítették, így minden idők legkelendőbb albumának számít. A Sony 2001. október 16-án és 2016. február 26-án újra megjelentette a lemezt.
Az AllMusic és a Blender magazin továbbra is a legnagyobb albumként tartják számon, és az egyik legjobb diszkó albumnak minősítik. 2003-ban a Rolling Stone Minden idők 500 legnagyobb albumaként a 68. helyen jegyezték. Az album 2008-ban a Grammy Hall of Fame (hírességek csarnoka) helyezést kapta.

## Előzmények
1972 és 1975 között Jackson négy önálló stúdióalbumot jelentetett meg a Motown kiadónál. A Got to Be There, Ben, Music & Me, és a Forever, Michael című lemezeket. Jackson ezeket az albumokat még a The Jackson 5 részeként készítette, mivel még a zenekar tagja volt ebben az időben. Az albumokról olyan kislemezek jelentek meg, mint a Got to Be There, Ben, és a Rockin’ Robin című dalok. 1973-ban azonban a The Jackson 5 iránt kezdett az érdeklődés csökkenni, így a zenekar tagjai 1975-ben szerződést bontottak a Motown kiadóval. Bár a csapat több mint 40 slágerlistás helyezést ért el, köztük a Dancing Machine, és az I Am Love dalok. A The Jackson 5 új szerződést írt alá a CBS Records-szal. A The Jackson 5 nevet változtatott, így a zenekar The Jacksons néven turnézott tovább, és 1976 és 1984 között öt további stúdióalbumot jelentettek meg. Ebben az időszakban Jackson fő dalszerző volt, és olyan dalokat írt, mint a Shake Your Body, This Place Hotel, vagy a Can You Feel It című szerzemények.
1978-ban Jackson a The Wiz Óz, a csodák csodája című filmben a madárijesztő szerepét játszotta el. A filmzenéket Quincy Jones rendezte, aki megegyezett Jacksonnal az Off the Wall stúdióalbum elkészítésében. Jackson a filmbeli szerepre készülve tanulmányozta a gepárdok, párducok, gazellák kecses mozgását, hogy a filmben minél jobban tudjon mozogni. A kritikusok Jackson filmbéli teljesítményét pozitívan összegezték, és megjegyezték, hogy Jackson egy valódi tehetség a filmben. Jackson 1980-ban azt nyilatkozta a filmszerepéről: "Az eddigi legnagyobb élményem...soha nem felejtem el".

## Produkció
Amikor Jackson elindította az Off the Wall  projektet, nem volt benne biztos, hogy milyen albumot szeretne készíteni. Egyedi hangzást akart, nem olyat, mint a Jacksons dalok, hanem inkább kreatív szabadságot, ami korábban egyetlen Jackson albumon sem volt jelen. Jackson apja Joseph is jóváhagyta a projektet, és lehetővé tette a dalok rögzítését, azzal a feltétellel, hogy nem zavarja a The Jacksons üzleti dolgait, annak ellenére, hogy szeretnek együtt dolgozni. Jackson az albumot családjától függetlenül szerette volna elkészíteni.
A lemez felvételei Los Angelesben zajlottak. Az énekeket az Allen Zentz stúdióban vették fel, a húros részeket a Cherokee Studióban rögzítették Hollywoodban, a fúvós hangszeres felvételek a Westlake Audio Studióban zajlottak. Bruse Sweiden Grammy-díjas mérnök az eredeti szalagokat az A&M Stúdióban keverte össze, majd későbbi 1982-es Thriller  című albumán is közreműködött. Quincy Jones korábban Jacksont nagyon félénknek és nem meggyőzőnek találta.

## Öröksége, hatása
2001. október 16-án a Sony Records megjelentette az albumot, több mint 20 év után. Az album erős kritikát kapott a kritikusoktól. Az AllMusic öt csillagos értékeléssel dicsérte az albumot, a diszkójellegű funk és mainstream pop keverékét, valamint Jackson dalszövegét és Jones produceri munkáit. A kiadvány ennyi év után is rendkívül frissnek számít, amely még mindig élénk és gyengéden izgalmas maradt ennyi év után is.
Az elmúlt években a Blender magazin is öt csillaggal jutalmazta az albumot.
Az album 2003-ban a Rolling Stone magazin minden idők 500. legnagyobb albumlistáján a 68. helyen végzett. A Recording Merchandisers Országos Szövetsége a 80. helyre rangsorolta az albumot Minden idők 200 legjobb albumának listáján.
2016. január 7-én a Sony Music és a jogtulajdonosok bejelentették az album újra kiadását, melyhez egy új dokumentumfilmet jelentetnek meg, amely Jackson életútját mutatja be a Motown-tól az Off the Wall-ig. A kiadás 2016. február 26-án jelent meg.

## Az album dalai
|     | Cím                            | Szerző(k)                        | Hossz |
| --- | ------------------------------ | -------------------------------- | ----- |
| 1.  | Don’t Stop ‘til You Get Enough | Jackson                          | 6:05  |
| 2.  | Rock with You                  | Temperton, Jackson               | 3:40  |
| 3.  | Working Day and Night          | Jackson                          | 5:14  |
| 4.  | Get on the Floor               | Jackson, Louis Johnson           | 4:39  |
| 5.  | Off the Wall                   | Temperton                        | 4:06  |
| 6.  | Girlfriend                     | McCartney                        | 3:05  |
| 7.  | She’s Out of My Life           | Tom Bahler                       | 3:38  |
| 8.  | I Can’t Help It                | Susaye Greene-Bowne, Wonder      | 4:39  |
| 9.  | It’s the Falling in Love       | David Foster, Carole Bayer Sager | 3:48  |
| 10. | Burn This Disco Out            | Temperton                        | 5:24  |

## Kiadatlan dalok
- Goin' to Rio
- Thank You for Life
- What a Lonely Way to Go
- Sunset Driver (később megjelent a Michael Jackson: The Ultimate Collection-ben)

## Slágerlista

### Év végi összesítések
| Billboard 200 Albums (1980) | Helyezés |
| --------------------------- | -------- |
| Billboard 200 Albums        | 3        |

## Minősítések
| Ország                                                           | Minősítés  | Elkelt példányszám |
| ---------------------------------------------------------------- | ---------- | ------------------ |
| Amerikai Egyesült Államok (Amerikai Hanglemezgyártók Szövetsége) | 8x platina | 8 000 000          |
| Egyesült Királyság (BPI)                                         | 6x platina | 1 971 000          |
| Ausztrália (ARIA)                                                | 8x platina | 350 000            |
| Új-Zéland (RMNZ)                                                 | 6x platina | 90 000             |
| Ausztria (IFPI Austria)                                          | platina    | 50 000             |
| Kanada (Music Canada)                                            | 3x platina | 50 000             |
| Európa (IFPI)                                                    | 4x platina | 4 000 000          |
| Franciaország (Syndicat National de l’Édition Phonographique)    | platina    | 300 000            |
| Németország (BVMI)                                               | platina    | 500 000            |
| Hongkong (IFPI Hong Kong)                                        | arany      | 15 000             |
| Olaszország (FIMI)                                               | 7x platina | 350 000            |
| Japán (RIAJ)                                                     | 2x platina | 500 000            |
| Svájc (IFPI Switzerland)                                         | platina    | 50 000             |
| Világszerte                                                      | platina    | 20 000 000         |

## Közreműködtek
- Rick Ash – hangmérnök
- Patti Austin – vokál
- Michael Boddicker – szintetizátor
- Larry Carlton – gitár
- Steve Conger – hangmérnök
- Ed Cherney – hangmérnök
- Paulinho Da Costa – ütőhangszerek
- Frank "Cheech" Damico – hangmérnök
- George Duke – billentyűsök
- David Foster – szintetizátor
- Mitch Gibson – hangmérnök
- Jim Gilstrap – vokál, háttérvokál
- Gary Grant – trombita
- Bernie Grundman – utómunkálatok
- Steve Harvey – fotós
- Richard Heath – ütőhangszerek
- Marlo Henderson – gitár
- Jerry Hey – trombita, hangszerelés, szárnykürt, kürt hangszerelés
- Kim Hutchcroft – furulya, kürt, baritonszaxofon, tenorszaxofon
- Michael Jackson – fő előadó
- Randy Jackson – ütőhangszerek
- Mortonette Jenkins – vokál, háttérvokál
- Augie Johnson – vokál, háttérvokál
- Louis Johnson – basszusgitár, rhythm hangszerelés
- Quincy Jones – producer, vocal arrangement, rhythm hangszerelés
- Johnny Mandel – vonósok
- Paulette McWilliams – vokál, háttérvokál
- Greg Phillinganes – szintetizátor, zongora, billentyűsök, clavinet, rhythm arrangements
- Steve Porcaro – szintetizátor
- Bill Reichenbach Jr. – harsona
- William Reichenbach – harsona
- John "J.R." Robinson – dobok
- Michael Salisbury – design
- Seawind Horns – ensemble
- Bruce Swedien – hangmérnök, mix
- Rod Temperton – vocal arrangement, rhythm arrangements
- Phil Upchurch – gitár
- Gerald Vinci – concert master
- Wah Wah Watson – gitár
- Bobby Watson – basszusgitár
- David Williams – gitár
- Larry Williams – fúvósok
- Zedric Williams – vokál, háttérvokál
- David Wolinski "Hawk" – zongora, billentyűsök
- Benjamin Wright – hangszerelés, húros hangszerelés
- Erik Zobler – hangmérnök